# Bauhinia floribunda
Bauhinia floribunda är en ärtväxtart som beskrevs av Nicaise Auguste Desvaux. Bauhinia floribunda ingår i släktet Bauhinia och familjen ärtväxter. Inga underarter finns listade i Catalogue of Life.